# Иван Видековић Павел
Иван Видековић Павел (Новаци, код Самобора, 14. март 1907 — Керестинец, код Загреба, 10. април 1943), учесник Народноослободилачке борбе и народни херој Југославије.

## Биографија
Рођен је 1907. године у селу Новаци код Самобора. Био је пореклом из сељачке породице, те се и сам бавио земљорадњом. Био је активни члан Хрватске сељачке странке и на њезиној листи био је изабран за потпредседника општине. Разочаравши се у политици ХСС-а, определио се непосредно пред рат, за комунистички покрет и све више се приближавао комунистима. Године 1939. постао је члан Комунистичке партије Хрватске, а после формирања Окружног комитета КПХ Загреб, маја 1941. године, и члан тог комитета.
Јула 1941. године, радио је на припремама за ослобађање комуниста из логора Керестинец, јер је добро познавао тај крај. После тога, био је активан у организовању Жумберачког партизанског одреда „Матија Губец“. У првим данима устанка и револуције истакао се у многим акцијама. Тако је једном довезао партизанима, у септембру 1941. године, кола пуна војничке опреме.
Почетком 1942. године, налазио се у Првом загорском партизанском одреду, као командир чете. Руководио је нападом на Брдовец, у непосредној близини Загреба. Прешао је затим на Жумберак, априла 1942. године, а августа те године именован је, по наредби штаба Друге оперативне зоне, за заменика командира Треће чете батаљона „Јосип Краш“.
Заједно са својим саборцима често је нападао комуникације Загреб—Карловац и онеспособљавао пругу. Учествовао је и у нападу на Хрватски Лесковац, у непосредној близини Загреба, заробио девет домобрана, те запленио шест пушака.
Није деловао само као војник, већ је радио и политички међу сељацима. Постао је и секретар Котарског комитета КПХ за Самобор. Овде је радио на ширењу партијских организација и њихову јачању. Све је то било тешко, јер је Самобор, у близини Загреба, био и упориште ХСС-а, клера и усташа.
Погинуо је у селу Керестинец код Загреба, 10. априла 1943. године. Одржавао је партијски састанак кад су зграду у којој се налазио изненада опколили Немци. У размени ватре с непријатељем, завршио је живот.
Указом Президијума Народне скупштине Федеративне Народне Републике Југославије, 20. децембра 1951. године, проглашен је за народног хероја.